# Yazılıkaya
Yazılıkaya, que en turco significa "roca inscrita", fue un santuario de Hattusa, capital del Imperio Hitita y está situada cerca de la ciudad turca de Bogazköy, en la provincia de Çorum.
Yazılıkaya forma parte del sitio arqueológico de Hattusa, que fue declarado por la Unesco como Patrimonio de la Humanidad en el año 1986.

## Características
Fue un lugar sagrado para los hititas, que vivían a dos kilómetros en la cercana ciudad de Hattusa. Lo más impresionante que se puede contemplar hoy día son los relieves grabados en la roca con los personajes que representan a los dioses del panteón hitita.
Consta de dos cámaras, denominadas A y B, que parece que tuvieron cometidos distintos. Una de ellas se supone que serviría para hacer las celebraciones de la Fiesta de la Primavera o del Año Nuevo y la otra, más pequeña, para culto del rey difunto Tudhaliya.
Este lugar sagrado fue usado desde el siglo XV a. C. pero la mayoría de los relieves datan del reinado de los reyes hititas Tudhaliya IV y Suppiluliuma II, a finales del siglo XIII a. C..

## Enlaces externos

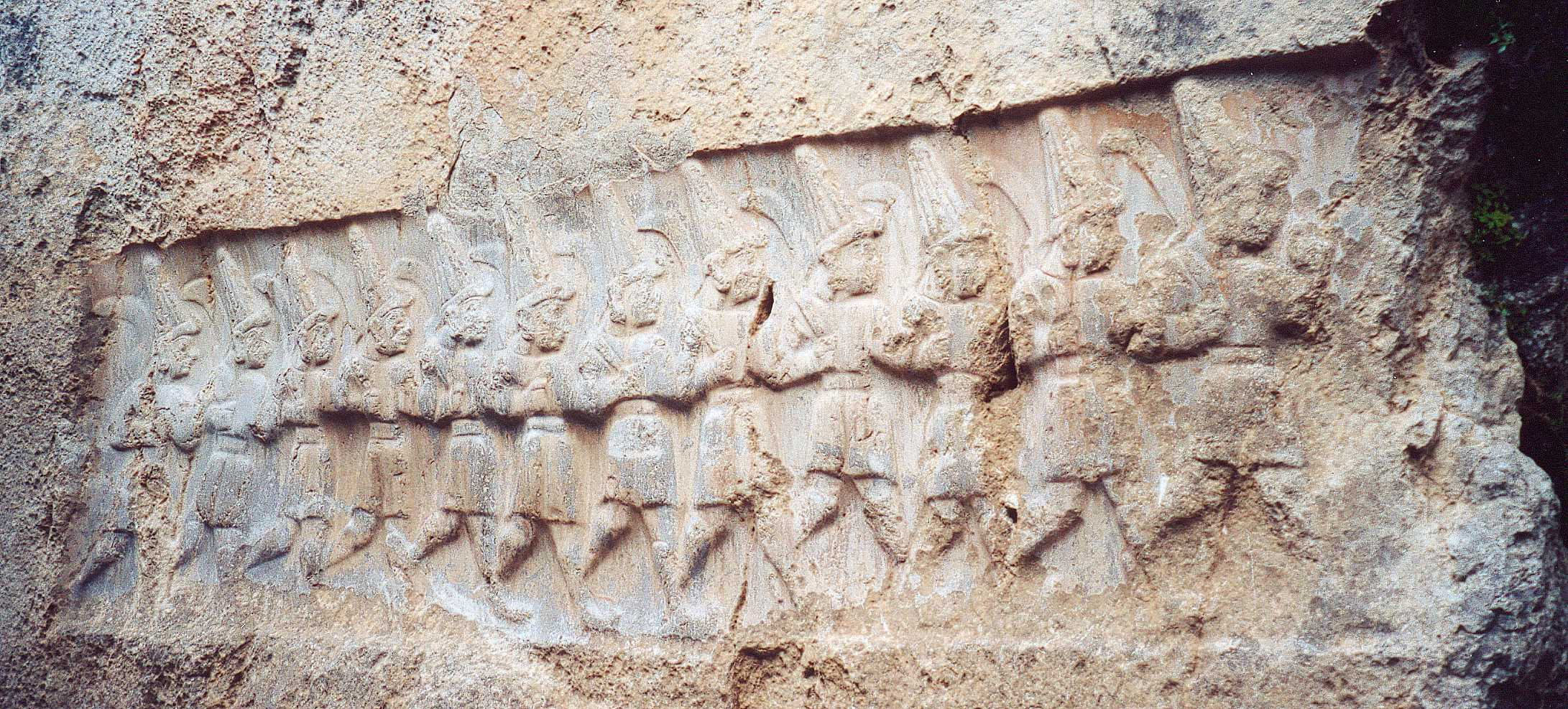
Relieve con los doce dioses del inframundo.